# ジョナス・エンヒキ・ペサーリ
ペサーリ（Pessalli）ことジョナス・エンヒキ・ペサーリ（ポルトガル語: Jonas Henrique Pessalli、1990年9月24日 - 2017年6月12日）は、ブラジルとイタリアのサッカー選手。ポジションはMF。

## クラブ歴
グレミオFBPAの下部組織出身。トップチームに昇格した後2012年にグレミオ・バルエリに期限付き移籍した。
2013年にリーグ・ドゥのアンジェSCOに期限付き移籍し、同年夏に完全移籍。セカンドチームでの出場も多く、クラブがリーグ・アンに昇格した後はトップチームのリーグでの出場はなかった。2016年初めにフランス全国選手権のリュソンFCに期限付き移籍。
2016年10月にアゼルバイジャン・プレミアリーグのネフチ・バクーに2016-17シーズン末までの契約で移籍。
2017年にパラナ・クルーベに移籍し、ブラジルに戻った。同年6月12日に交通事故に巻き込まれ死亡。享年26。